# Alexander August Eberhard von der Lochau
Alexander August Eberhard von der Lochau (* 1726; † 15. August 1800 in Königsberg) war ein preußischer Generalmajor und Chef des 4. Artillerie-Regiments.

## Leben

### Militärlaufbahn
Lochau war Angehöriger der Herren von der Lochau. Er kam 1744 als Kadett der Kavallerie in kursächsische Dienste. Im Zweiten Schlesischen Krieg kämpfte er gegen die Preußen und wurde in der Schlacht bei Hohenfriedberg in den Hals geschossen. 1749 wechselte er in preußische Dienste, wo er als Bombardier ins Feldartilleriekorps kam. Am 13. Dezember 1756 wurde er Sekondeleutnant. Während des Siebenjährigen Krieges kämpfte Lochau in den Schlachten von Lobositz, Prag, Kolin, Breslau, Leuthen, Kunersdorf, Hochkirch sowie bei den Belagerungen von Prag, Breslau, Schweidnitz, Olmütz und Dresden. In dieser Zeit wurde er am 31. Dezember 1761 Stabskapitän und am 7. April 1763 Kapitän sowie Kompaniechef.
Nach dem Krieg wurde Lochau am 2. Oktober 1777 Major und nahm am Bayerischen Erbfolgekrieg teil. Im Juni 1786 wurde er Oberstleutnant und Kommandeur des 2. Artillerie-Regiments. Zudem erhielt er am 20. Juni 1789 den Orden Pour le Mérite bei der Revue in Berlin. Am 11. August 1790 wurde er Oberst und am 4. Februar 1792 Kommandeur des 4. Artillerie-Regiments. Die Beförderung zum Generalmajor erfolgte am 1. Januar 1795, dazu wurde er am 16. Januar 1795 zum Chef des 4. Artillerie-Regiments. Er starb am 15. August 1800 in Königsberg.

### Familie
Lochau heiratete Sophie Juliane Henriette von Briest (* 1740 in Müncheberg; † 5. Februar 1806). Sie war die Tochter von August Sigismund von Briest (1702–1771) und Augusta Dorothea Louise Cordula von Rohr (1709–1768). Ihre Schwester Charlotte Amalie Dorothea von Briest (* 21. August 1738; † 30. Mai 1813) war mit dem Oberst und Chef des 3. Artillerie-Regiments Rudolph Heinrich von Winterfeldt (* 25. April 1720; † 15. März 1788), Herr auf Züsedom, verheiratet.